# May Mahlangu
May Sphiwe Mahlangu (n. 1 mai 1989, Secunda⁠(d), Mpumalanga, Africa de Sud) este un fotbalist sud-african liber de contract, care joacă pe post de mijlocaș. Pe plan internațional, are prezențe la națională pentru Africa de Sud.

## Cariera

### Începutul carierei
Mahlangu s-au alăturat Academiei Stelele Africii de la vârsta de 15 ani și a jucat pentru echipa lor, Alexandra United FC.

### Helsingborgs IF
Bo Nilsson a fost antrenorul celor de la Helsingborgs IF în 2008 și datorită relațiilor lui cu cei de la academie l-a adus pe Mahlangu în Suedia. În 2011, Helsingborg a câstigat campionatul și Mahlangu a primit premiul pentru jucătorul anului.

### IFK Göteborg
Pe data de 4 martie 2014, Mahlangu semnează un contract pe un an cu IFK Göteborg. A jucat 30 de meciuri în toate competițiile, marcând 8 goluri.

### Konyaspor
Pe 2 februarie 2015, Mahlangu semnează cu Konyaspor. Pe data de 28 februarie a marcat singurul său gol, împotriva celor de la Fenerbahçe SK. Părăsește clubul pe 1 iulie 2015 și devine liber de contract.

### Sint-Truidense
Pe 16 noiembrie 2015 semneaza cu Sint-Truidense un contract valabil până în vara anului 2016. A debutat pe 28 noiembrie într-un meci împotriva celor de la Mouscron, pierdut acasă cu 0-1. Primul gol l-a marcat pe 26 decembrie în egalul 2-2 cu Oud-Heverlee Leuven. A părăsit clubul pe 1 iulie 2016.

### Dinamo București
A semnat cu Dinamo București pe 7 septembrie 2016 din postura de jucător liber de contract. A debutat pe 24 septembrie intr-un meci cu Concordia Chiajna, evoluând 18 minute. Primul său gol pentru Dinamo a venit în manșa tur a meciului de Cupa Ligii împotriva celor de la FCSB, disputat pe 22 decembrie și câștigat de dinamoviști cu scorul de 4-1.
Ludogoreț Razgrad
După multe afirmații și meciuri bune, sud-africanul a semnat pe 21 august 2018 cu campioana Bulgariei, Ludogoreț Razgrad, în schimbul sumei de 500.000 de euro, transfer care i-a enervat pe fanii dinamoviști și care a pornit proteste la adresa conducerii dinamoviste, May Mahlangu fiind unul dintre cei mai buni jucători din lotul lui Dinamo.

## Carieră internațională
În ianuarie 2012 Mahlangu a debutat pentru echipa națională de fotbal a Africii de Sud într-un amical disputat împotriva Guineei Ecuatoriale. Totodată, a făcut parte din echipa Africii de Sud pentru preliminariile Cupei Africii pe Națiuni în 2013. Primul său gol pentru echipa națională a fost împotriva Marocului, în 2013 la Cupa Africii pe Națiuni.

## Statistici carieră
| Club              | Sezon   | Campionat | Campionat | Cupă     | Cupă   | Competiții internaționale | Competiții internaționale | Total    | Total  |
| Club              | Sezon   | Apariții  | Goluri    | Apariții | Goluri | Apariții                  | Goluri                    | Apariții | Goluri |
| ----------------- | ------- | --------- | --------- | -------- | ------ | ------------------------- | ------------------------- | -------- | ------ |
| IFK Hässleholm    | 2008    | 6         | 1         | —        | —      | —                         | —                         | 6        | 1      |
| IFK Hässleholm    | 2009    | 10        | 5         | 0        | 0      | —                         | —                         | 10       | 5      |
| IFK Hässleholm    | Total   | 16        | 6         | 0        | 0      | 0                         | 0                         | 16       | 6      |
| Helsingborgs IF   | 2009    | 8         | 0         | 1        | 0      | 1                         | 0                         | 10       | 0      |
| Helsingborgs IF   | 2010    | 19        | 3         | 3        | 0      | —                         | —                         | 22       | 3      |
| Helsingborgs IF   | 2011    | 28        | 4         | 5        | 1      | 4                         | 0                         | 37       | 5      |
| Helsingborgs IF   | 2012    | 30        | 0         | 1        | 0      | 12                        | 0                         | 43       | 0      |
| Helsingborgs IF   | 2013    | 13        | 0         | 4        | 0      | —                         | —                         | 17       | 0      |
| Helsingborgs IF   | Total   | 98        | 7         | 14       | 1      | 17                        | 0                         | 129      | 8      |
| IFK Göteborg      | 2014    | 24        | 5         | 0        | 0      | 6                         | 2                         | 30       | 7      |
| IFK Göteborg      | Total   | 24        | 5         | 0        | 0      | 6                         | 2                         | 30       | 7      |
| Konyaspor         | 2014–15 | 8         | 1         | 2        | 0      | —                         | —                         | 10       | 1      |
| Konyaspor         | Total   | 8         | 1         | 2        | 0      | 0                         | 0                         | 10       | 1      |
| Sint-Truidense VV | 2015–16 | 16        | 2         | 1        | 0      | —                         | —                         | 17       | 2      |
| Sint-Truidense VV | Total   | 16        | 2         | 1        | 0      | 0                         | 0                         | 17       | 2      |
| Total             | Total   | 161       | 21        | 14       | 1      | 23                        | 2                         | 192      | 24     |

### Internaționale
| Echipa națională | An    | Apariții | Goluri |
| ---------------- | ----- | -------- | ------ |
| Africa De Sud    | 2012  | 6        | 1      |
| Africa De Sud    | 2013  | 7        | 1      |
| Total            | Total | 13       | 2      |

### Goluri la nivel internațional
| Scopul | Data              | Locul de desfășurare                         | Adversar                                                               | Scor | Rezultatul | Competiție                   |
| ------ | ----------------- | -------------------------------------------- | ---------------------------------------------------------------------- | ---- | ---------- | ---------------------------- |
| 1.     | 22 decembrie 2012 | Moses Mabhida Stadium, Durban, Africa De Sud | Malawi                                                                 | 3-1  | 3-1        | Prietenos                    |
| 2.     | 27 ianuarie 2013  | Moses Mabhida Stadium, Durban, Africa De Sud | „May Mahlangu”. National Football Teams. Accesat în 28 decembrie 2014. | 1-1  | 2-2        | 2013 Cupa Africii pe Națiuni |

## Trofee câștigate

### Helsingborgs IF
- Allsvenskan: 2011
- Cupa Suediei: 2010, 2011
- Supercupa Suediei : 2011, 2012

### Individuale
- Fotbalistul Anului în Suediaː 2011